# 珍·莫里斯
珍·莫里斯CBE、 FRSL（Jan Morris，1926年10月2日—2020年11月20日）是一位威爾斯歷史學家，作家和旅行家，以大英帝國歷史《大不列顛和平》三部曲（Pax Britannica Trilogy）以及牛津、威尼斯、的里雅斯特、香港和紐約市等城市旅遊著作聞名於世。珍·莫里斯原名詹姆斯·漢弗里·莫里斯（James Humphry Morris），直到1972年她接受變性手術。
珍·莫里斯是1953年英國珠穆朗瑪峰探險隊的成員，該探險隊後來首次成功登上這座山峰。當時她是唯一一位陪同探險隊的記者，與團隊一起攀登到海拔22,000英尺的營地，之後使用預先安排的密碼發送成功登頂的消息，並於英國女王伊麗莎白二世加冕禮當天在《泰晤士報》上公佈。

## 外部連結
- Jan Morris Blog （页面存档备份，存于）
- Leo Lerman. . The Paris Review. Summer 1997,. Summer 1997 (143)  [2021-10-04]. （原始内容存档于2010-11-27）.
- Works by Morris （页面存档备份，存于） at Open Library
- . 英国国家档案馆.
- 英國國家肖像館中的珍·莫里斯肖像
- Last Surviving Member of 1953 Everest Expedition Passes Away （页面存档备份，存于）